# Joseph Bernard (Bildhauer)

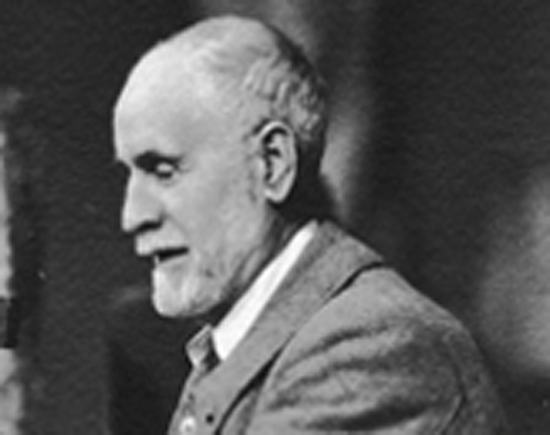
Joseph Bernard

Joseph Bernard (* 17. Januar 1866 in Vienne; † 7. Januar 1931 in Boulogne-sur-Seine) war ein französischer Bildhauer.
Joseph Bernard wurde am 17. Januar 1866 in Vienne geboren. Während seiner Tätigkeit als Bildhauer schuf er Figuren von nackten Frauen, Porträtplasiken, Aquarellmalereien sowie Kaltnadelstiche. Er starb am 7. Januar 1931 in Boulogne-sur-Seine.

## Werke (Auswahl)

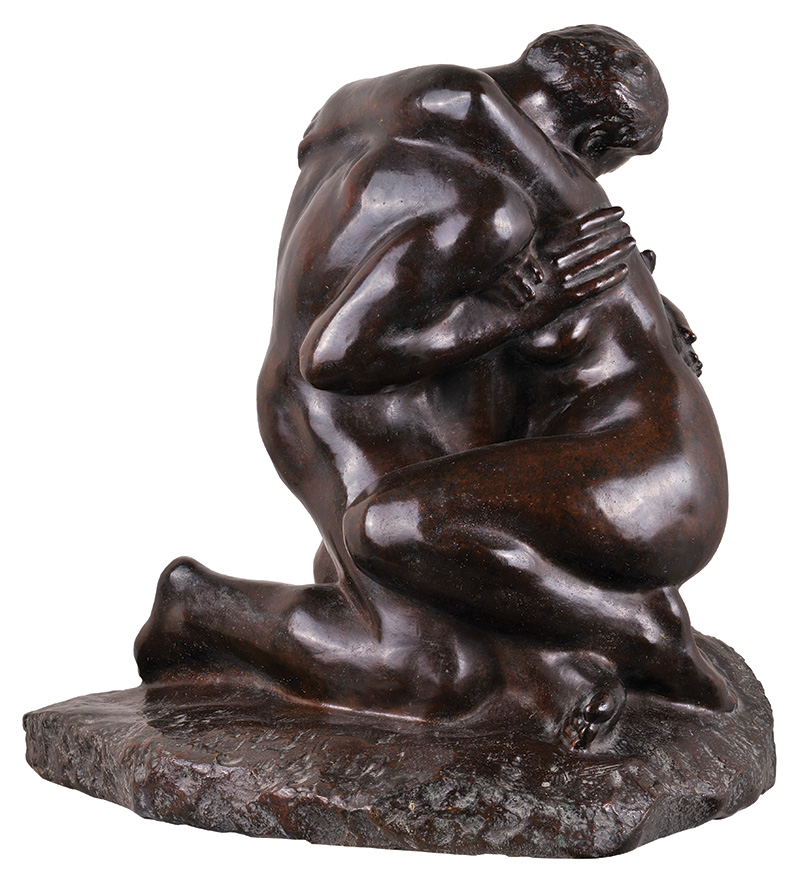
Kuss
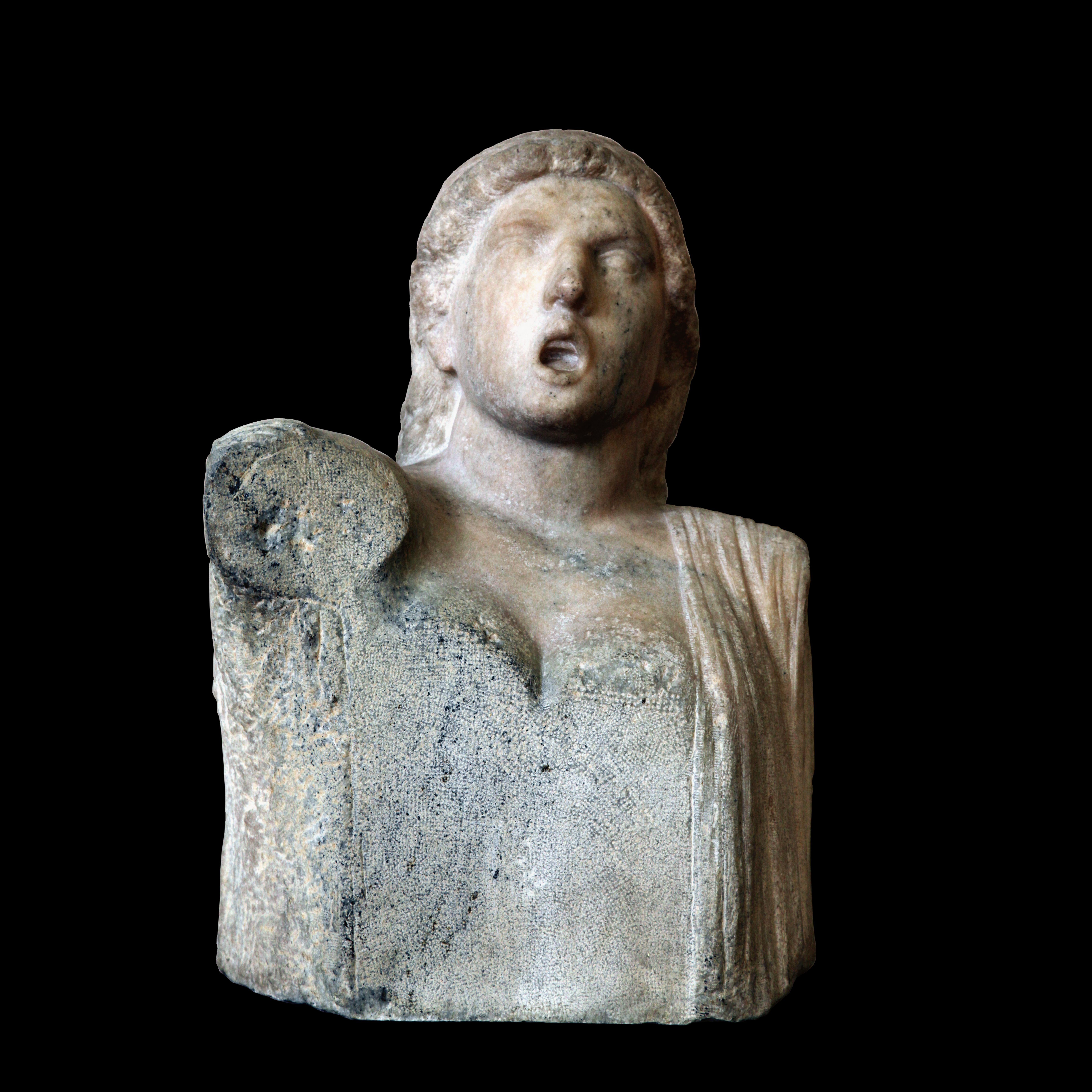
Sänger
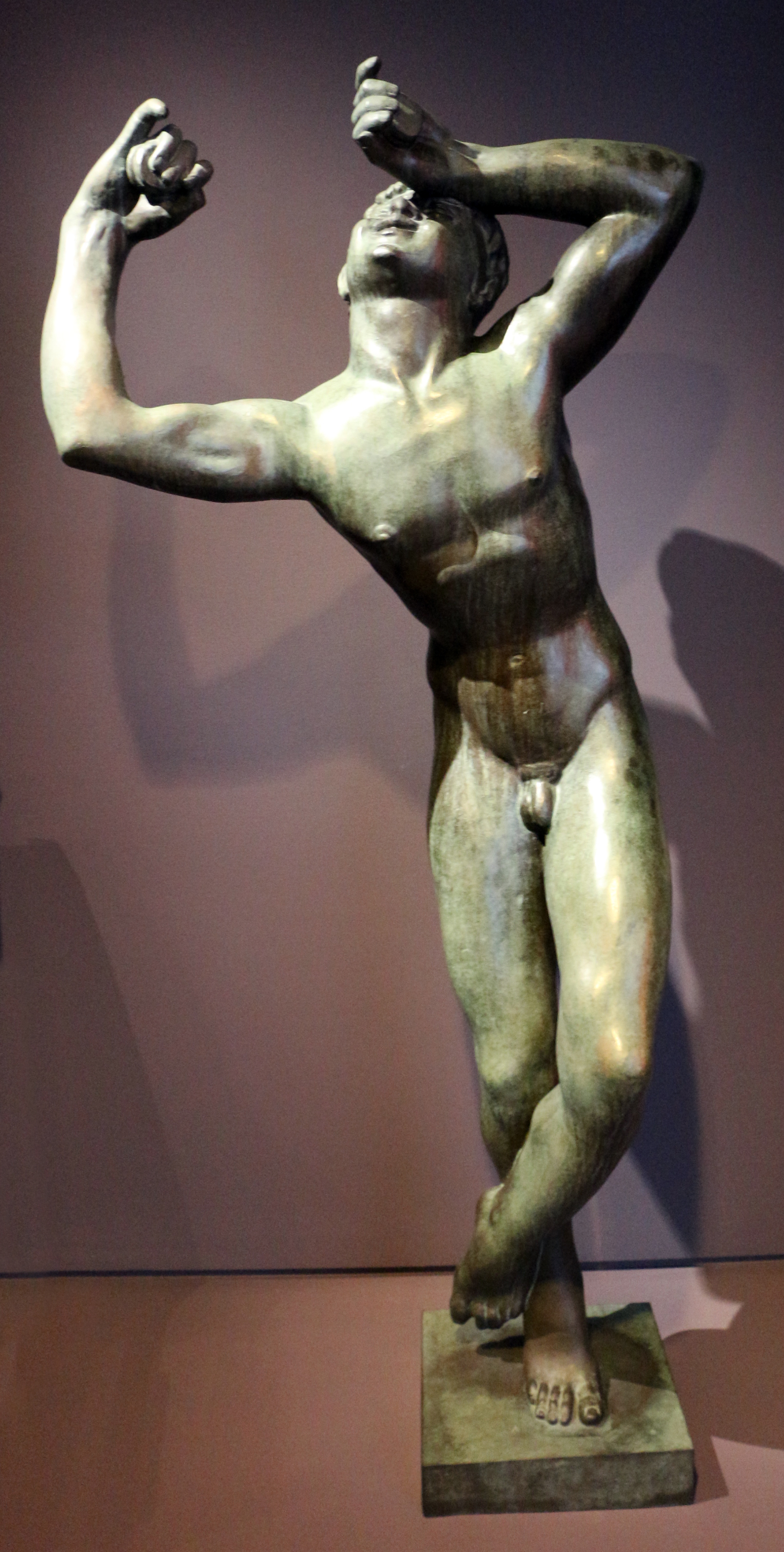
Tanzender Faun
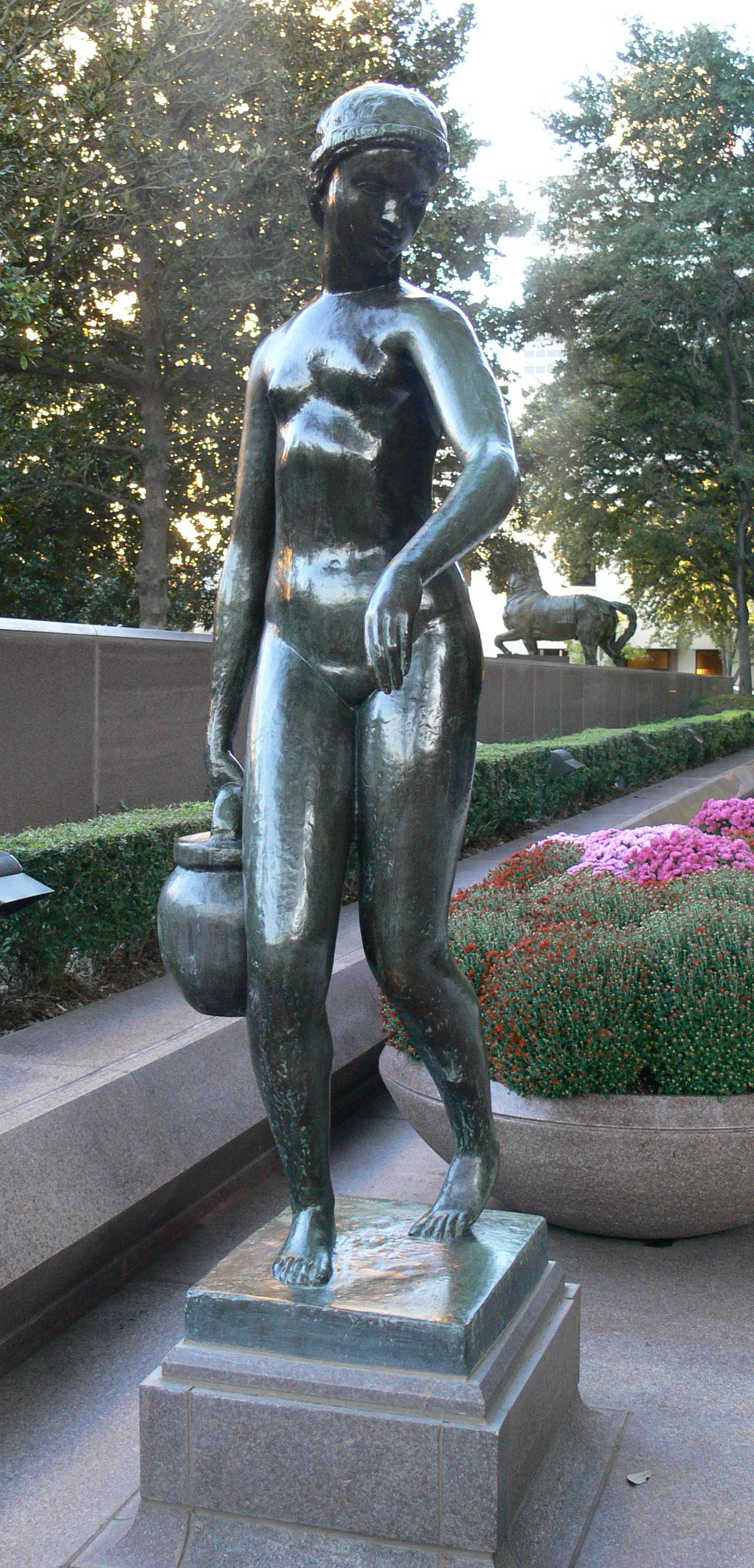
Mädchen mit Wasserkrug
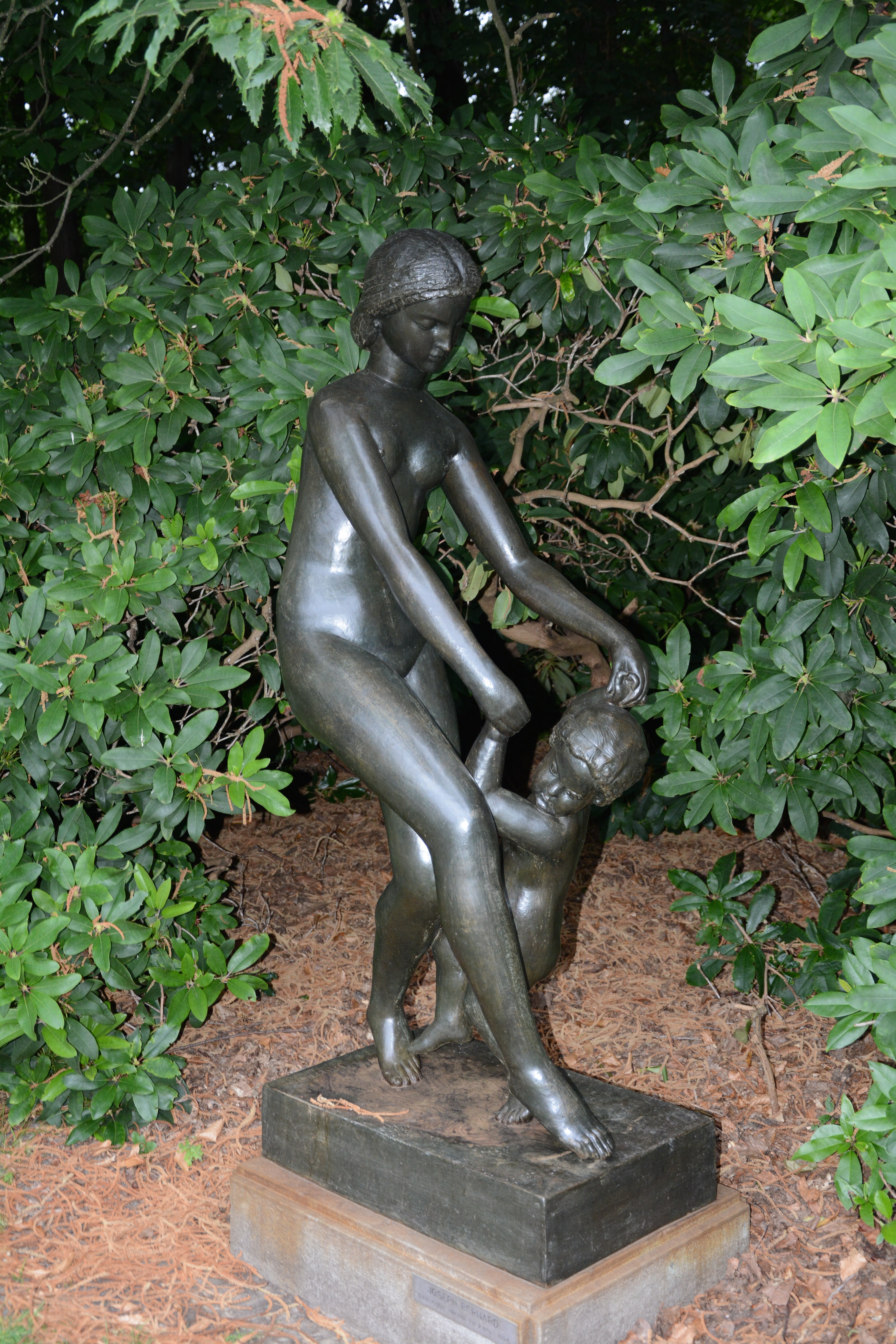
Mutter mit Kind

Bernards Werke sind unter anderem in Paris, Luxemburg und im Art Institute of Chicago ausgestellt.